# André A. Morin
Pour les articles homonymes, voir Morin.
André Albert Morin, né en 1971 à Montréal est un procureur et homme politique québécois membre du Parti libéral du Québec. Il est élu député de la circonscription d'Acadie lors des élections générales québécoises de 2022.

## Biographie
André Albert Morin est procureur fédéral en chef du  Service des poursuites pénales du Canada pour la région du Québec depuis la création de ce service en 2006.
Il a aussi été chargé de cours en droit pénal à la faculté de droit de l'Université de Montréal.

### Carrière politique
Il se lance en mai 2022 en politique, ayant pour but de réformer le système judiciaire. Candidat libéral de la circonscription de l'Acadie en octobre 2022 lors des élections générales québécoises de 2022, il est élu député avec 42,26 % des voix, devant les candidates de Québec solidaire (17,20 %) et de Coalition avenir Québec (17,11 %), succédant ainsi à Christine St-Pierre,.

## Résultats électoraux
|                                                                                               | Nom                 | Parti            | Nombre de voix | %      | Maj.  |
| --------------------------------------------------------------------------------------------- | ------------------- | ---------------- | -------------- | ------ | ----- |
|                                                                                               | André A. Morin      | Libéral          | 10 981         | 42,3 % | 6 513 |
|                                                                                               | Elyse Lévesque      | Québec solidaire | 4 468          | 17,2 % | -     |
|                                                                                               | Rosmeri Otoya Celis | Coalition avenir | 4 446          | 17,1 % | -     |
|                                                                                               | Stéphanie Gentile   | Conservateur     | 2 955          | 11,4 % | -     |
|                                                                                               | Véronique Lecours   | Parti québécois  | 2 565          | 9,9 %  | -     |
|                                                                                               | Roula Al Nseir      | Vert             | 569            | 2,2 %  | -     |
| Total                                                                                         | Total               | Total            | 25 984         | 100 %  |       |
| Le taux de participation lors de l'élection était de 53,4 % et 434 bulletins ont été rejetés. |                     |                  |                |        |       |